# Новокулишовка
Новокулишовка — посёлок в Ольховатском районе Воронежской области России.
Входит в состав Новохарьковского сельского поселения.

## География

### Улицы
- пер. Садовый

## Население
| 2010 |
| ---- |
| 76   |